# Семисопочни
Семисопочни (енгл. Semisopochnoi Island) је острво САД које припада савезној држави Аљасци. Површина острва износи 224 ². Према попису из 2000. на острву је живело 0 становника.